# Belokuricha
Belokuricha (russisch Белоку́риха) ist eine Kleinstadt in der Region Altai im südlichen Westsibirien (Russland) mit 14.661 Einwohnern (Stand 14. Oktober 2010).

## Geografie
Der Ort liegt am südlichen Rand der Steppenlandschaft der Bijsker Ebene im äußersten Südosten des Westsibirischen Tieflandes. Südlich der Stadt steigen die nordwestlichen Ausläufer des Altaigebirges an (Tschergijski-Kamm).
Belokuricha ist der Region administrativ direkt unterstellt. Es liegt etwa 240 Kilometer südlich der Regionshauptstadt Barnaul.

## Geschichte
Der Ort wurde in der zweiten Hälfte des 19. Jahrhunderts an Stelle von Thermalquellen am gleichnamigen Flüsschen, die der lokalen Bevölkerung bereits seit dem 18. Jahrhundert bekannt waren, gegründet. Mit den Quellen wird auch der Ortsname in Verbindung gebracht (russisch бе́лое куре́ние/beloje kurenije für weißes Rauchen), in Bezug auf die Dampfentwicklung in der kalten Jahreszeit. 1867 wurden die ersten 17 Wannen für Heilzwecke aufgestellt, als der Barnauler Bergbauingenieur Stepan Guljajew eine Beschreibung der heißen Quellen im Okrug Bijsk veröffentlicht hatte; dieses Jahr gilt als Gründungsjahr des Ortes. 1892 errichteten Bijsker Kaufleute Hotels und ein Badehaus, das 1916 erweitert wurde.
Ab 1928 wurde Belokuricha in größerem Maßstab zum Kurort ausgebaut. Während des Zweiten Weltkriegs wurde Artek, das zentrale Pionierlager der sowjetischen Pionierorganisation, 1942 von der Krim nach Belokuricha evakuiert.
1958 wurde der Status einer Siedlung städtischen Typs verliehen, 1982 die Stadtrechte.

### Bevölkerungsentwicklung
| Jahr | Einwohner |
| ---- | --------- |
| 1959 | 4.926     |
| 1970 | 7.060     |
| 1979 | 9.233     |
| 1989 | 14.435    |
| 2002 | 14.533    |
| 2010 | 14.661    |

Anmerkung: Volkszählungsdaten

## Kultur und Sehenswürdigkeiten

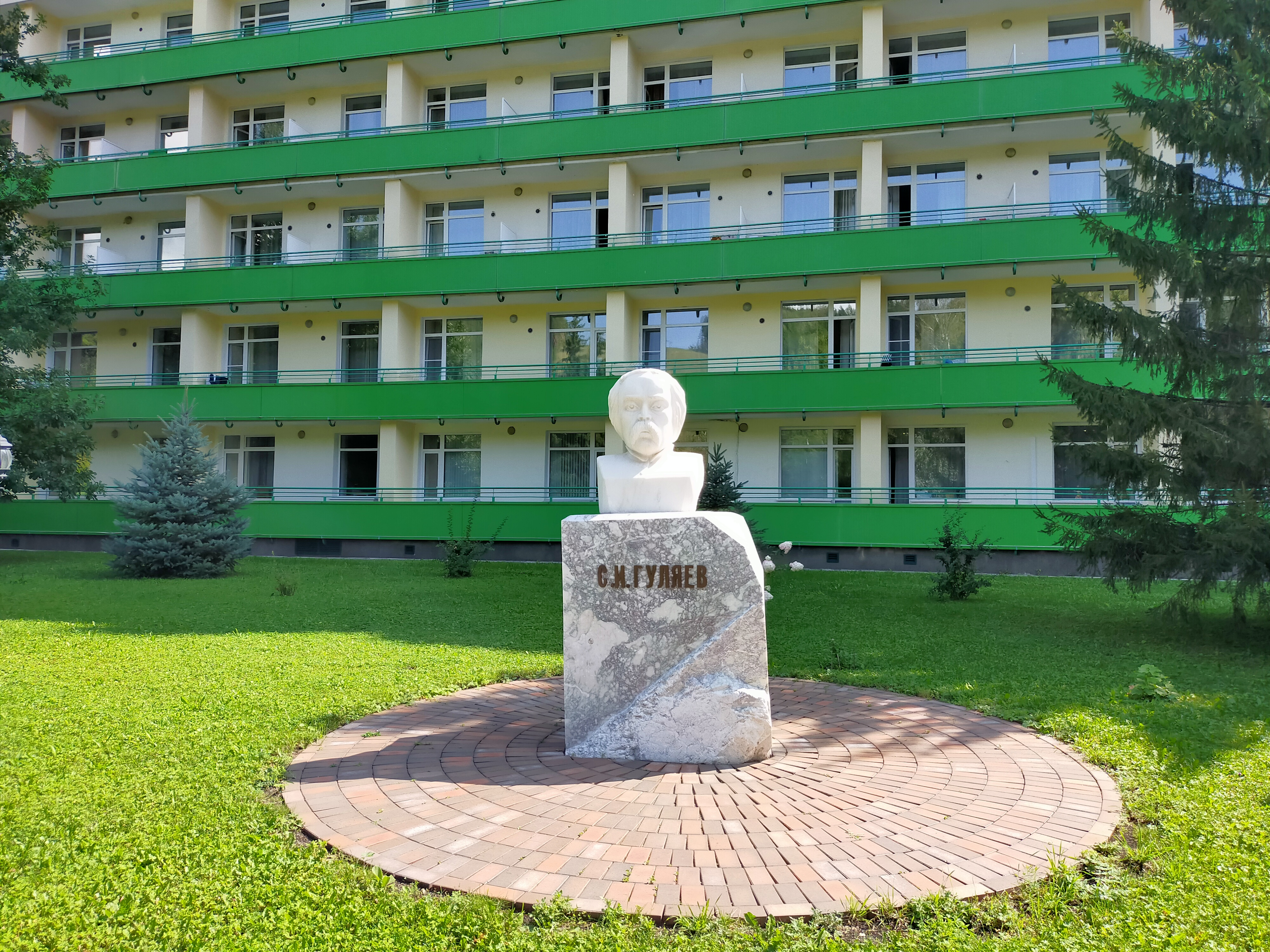
Guljajew-Denkmal (W. I. Woitschischin, 2018) vor dem Katun-Sanatorium

Hauptsehenswürdigkeiten sind die Kureinrichtungen des Ortes und die Landschaft mit Lärchen-, Kiefern- und Birkenwäldern in der Umgebung.

### Weiterführende Bildungseinrichtungen
- Filiale der Staatlichen Universität der Altairegion

## Wirtschaft und Infrastruktur
Hauptwirtschaftsfaktor ist die Funktion des Ortes als einer der bedeutendsten balneologischen und Luftkurorte Sibiriens. Auf Grundlage der aus 200 bis 500 Meter Tiefe gepumpten schwach mineralisierten, radonhaltigen Heilwässer mit Temperaturen von 27 °C bis 42 °C funktionieren 19 Sanatorien mit zusammen 5000 Betten. Ein anderer Heilfaktor ist das für Sibirien relativ milde und zudem sonnenreiche Klima.
Es gibt Bestrebungen, den Ort mit seinen sicheren Schneehöhen von über einem Meter und gewöhnlichen Wintertemperaturen zwischen −10 °C und −25 °C als Skizentrum zu etablieren.
Nach Belokuricha gibt es Busverbindungen, unter anderem von Barnaul und über die Regionalstraße R368 aus dem etwa 60 Kilometer entfernten Bijsk, wo sich auch die nächstgelegene Bahnstation befindet.